# 泰奥菲尔·戈蒂耶
皮埃尔·朱尔·泰奥菲尔·戈蒂耶（法語：Pierre Jules Théophile Gautier，法語發音：[pjɛʁ ʒyl teɔfil ɡotje]；1811年8月30日—1872年10月23日），法国十九世纪重要的诗人、小说家、戏剧家和文艺批评家。

## 生平
他出生在法国南部小城塔布，父亲让-皮埃尔（Jean-Pierre Gautier）是一名政府官员，1814年全家搬到巴黎，以后一生基本在巴黎度过。他于一八三零年自己十九岁出版了一本诗集。以后又接连创作了包括《莫班小姐》的几本小说。
但是，戈蒂耶一生最多的工作是为报刊、杂志撰写报道和评论文章。他曾由巴尔扎克介绍到《巴黎杂志》作编辑，同时在《艺术家》杂志任编辑，为《新闻报》和《朴实箴言报》撰稿。戈蒂耶的文艺批评在当时的文坛受到普遍的重视，影响巨大。戈蒂耶于1842年获得了法國榮譽軍團勳章，但是进法兰西学院的梦想却没能实现。1862年，他当选法国国家美术协会会长。

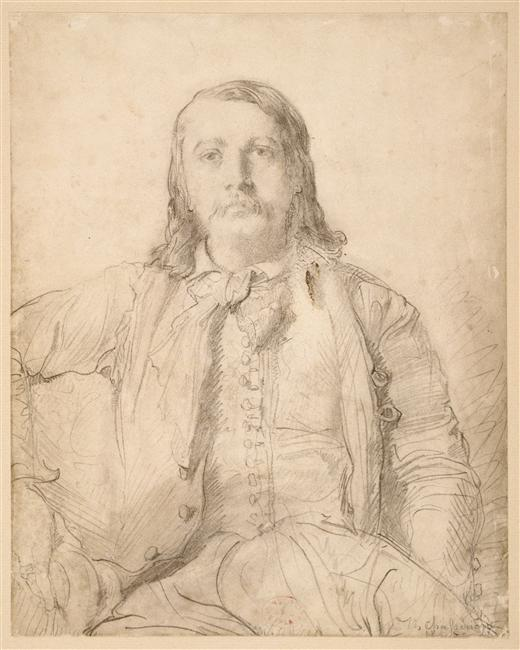
戈蒂耶的畫像，泰奧多爾·夏塞里奧所畫。現藏於羅浮宮

晚年，他经过辛勤写作，生活终于安逸了一些，可是普法战争和巴黎公社引发的动乱却对他的生活造成了极大冲击。艰辛的劳作加剧了他多年的心脏病，于1872年10月23日去世，葬于蒙马特公墓。

## 主要作品
- 《莫班小姐》（Mademoiselle du Maupin，1835）
- 《珐琅与雕玉》（Emaux et Camées，1852）